# منزل روح الله الخمينيي (خمين)
منزل روح الله الخمينيي (بالفارسية: خانه سید روح‌الله خمینی) هو منزل تاريخي يعود إلى عصر القاجاريون، ويقع في خمين.